# Анастасија Ражнатовић
Анастасија Ражнатовић (Београд, 25. мај 1998) српска је певачица. Каријеру је започела са 20 година, када је објавила свој први сингл под називом Савршен пар. Свој други сингл Ране објавила је 2019. године. Певала је пратеће вокале песама своје мајке Светлане Ражнатовић, те је била номинована за дебитанта године.

## Младост
Анастасијина мајка је Светлана Ражнатовић, позната српска турбо-фолк певачица, а отац јој је Жељко Ражнатовић, оснивач паравојне формације Српска добровољачка гарда и политичар. Са непуне две године живота остала је без оца, након што је убијен атентату. Њен рођени брат, Вељко, старији је од ње годину дана. Анастасија има и тројицу полубраће и четири полусестре по оцу. Завршила је Британску међународну школу и Музичку школу у Београду. Студент је Факултета за бизнис.

## Живот и каријера
До објављивања своје прве песме, 2018. године, изјављивала је да не намерава професионално да се бави музиком. У октобру 2016. године постала је заштитно лице познатог произвођача бунди Инверно калдо. Почетком 2018. године појавила се у магазину „Воуг” (Vogue) као заштитно лице бренда Инверно калдо. Средином 2018. године објавила је свој први сингл под називом Савршен пар. Недуго након објављивања своје прве музичке нумере, најавила је да ће снимити и другу. Магазин Сцена наводи да је у Анастасијин спот уложено преко 20 000 евра.

## Дискографија

### Синглови
- Савршен пар (2018)
- Ране (2019)
- Хероина (2020)
- Волим те (2020)
- Промашена (2020)
- Готово (2021)
- Извини (2021)
- Убица (2022)
- Отказ (2022) дует са Ем-Си Стојаном
- Брани ме (2023)
- Кадар (2024)
- Права (2024)

### Видеографија
| Песма       | Година | Режисер          |
| ----------- | ------ | ---------------- |
| Савршен пар | 2018   | Андреј Илић      |
| Ране        | 2019   | Немања Новаковић |
| Волим те    | 2020   | Љуба             |
| Промашена   | 2020   | Немања Новаковић |
| Готово      | 2021   | Немања Новаковић |
| Извини      | 2021   | Немања Новаковић |
| Убица       | 2022   | Visual Infinity  |
| Отказ       | 2022   | Мирослав Арсић   |
| Брани ме    | 2023   | Немања Новаковић |
| Кадар       | 2024   | Реби             |
| Тон по тон  | 2025   | Марија Шехановић |